# Villa (côn trùng)
Villa là một chi ruồi trong họ Bombyliidae. Chúng có kích thước 5 đến 17 milimét (0,20 đến 0,67 in), và đầu tròn. Con đực của một số loài có vân mùa bạc sáng. Các loài Villa được tìm thấy trên tất cả các lục địa trừ Antarctica. Có thể phân biệt chúng với chi tương tự (Hemipenthes) bởi kiết phát gân trên cánh của chúng.

## Các loài
Danh sách này không đầy đủ, bạn cũng có thể giúp mở rộng danh sách.
- Villa abaddon  (Fabricius, 1794)
- Villa adusta (Loew, 1869)
- Villa aenea (Coquillett, 1887)
- Villa agrippina (Osten Sacken, 1887)
- Villa albicollaris Cole, 1923
- Villa ariditata Cole, 1923
- Villa chromolepida Cole, 1923
- Villa cingulata (Meigen, 1804)[2]
- Villa connexa (Macquart, 1855)
- Villa consessor (Coquillett, 1887)
- Villa efflatouni El-Hawagry & Greathead, 2006[3]
- Villa faustina (Osten Sacken, 1887)
- Villa flavicincta Cole, 1923
- Villa flavocostalis Painter, 1926
- Villa fumicosta Painter, 1962
- Villa gemella (Coquillett, 1892)
- Villa gracilis (Macquart, 1840)
- Villa handfordi Curran, 1935
- Villa harveyi (Hine, 1904)
- Villa hottentotta (Linnaeus, 1758)
- Villa hypomelas (Macquart, 1840)
- Villa livia (Osten Sacken, 1887)
- Villa manillae Evenhuis, 1993
- Villa modesta (Meigen,)[2][2]
- Villa molitor (Loew, 1869)
- Villa moneta (Osten Sacken, 1887)
- Villa mucorea (Loew, 1869)
- Villa nebulo (Coquillett, 1887)
- Villa nitida Cole, 1923
- Villa paramuscaria Evenhuis & Hall, 1989
- Villa peninsularis Cole, 1923
- Villa pretiosa (Coquillett, 1887)
- Villa psammina Cole, 1960
- Villa sabina (Osten Sacken, 1887)
- Villa salebrosa Painter, 1926
- Villa scrobiculata (Loew, 1869)
- Villa sexfasciata Wiedemann, 1821
- Villa semifulvipes Painter, 1962
- Villa shawii (Johnson, 1908)
- Villa sini Cole, 1923
- Villa sonorensis Cole, 1923
- Villa squamigera (Coquillett, 1892)
- Villa stenozoides El-Hawagry & Greathead, 2006[3]
- Villa stenozona (Loew, 1869)
- Villa supina (Coquillett, 1887)
- Villa terrena (Coquillett, 1892)
- Villa vacans (Coquillett, 1887)
- Villa vanduzeei Cole, 1923
- Villa vasitias (Cole, 1923)
- Villa venusta (Meigen, 1820)[2]
- Villa vestita (Walker, 1849)

## Hình ảnh

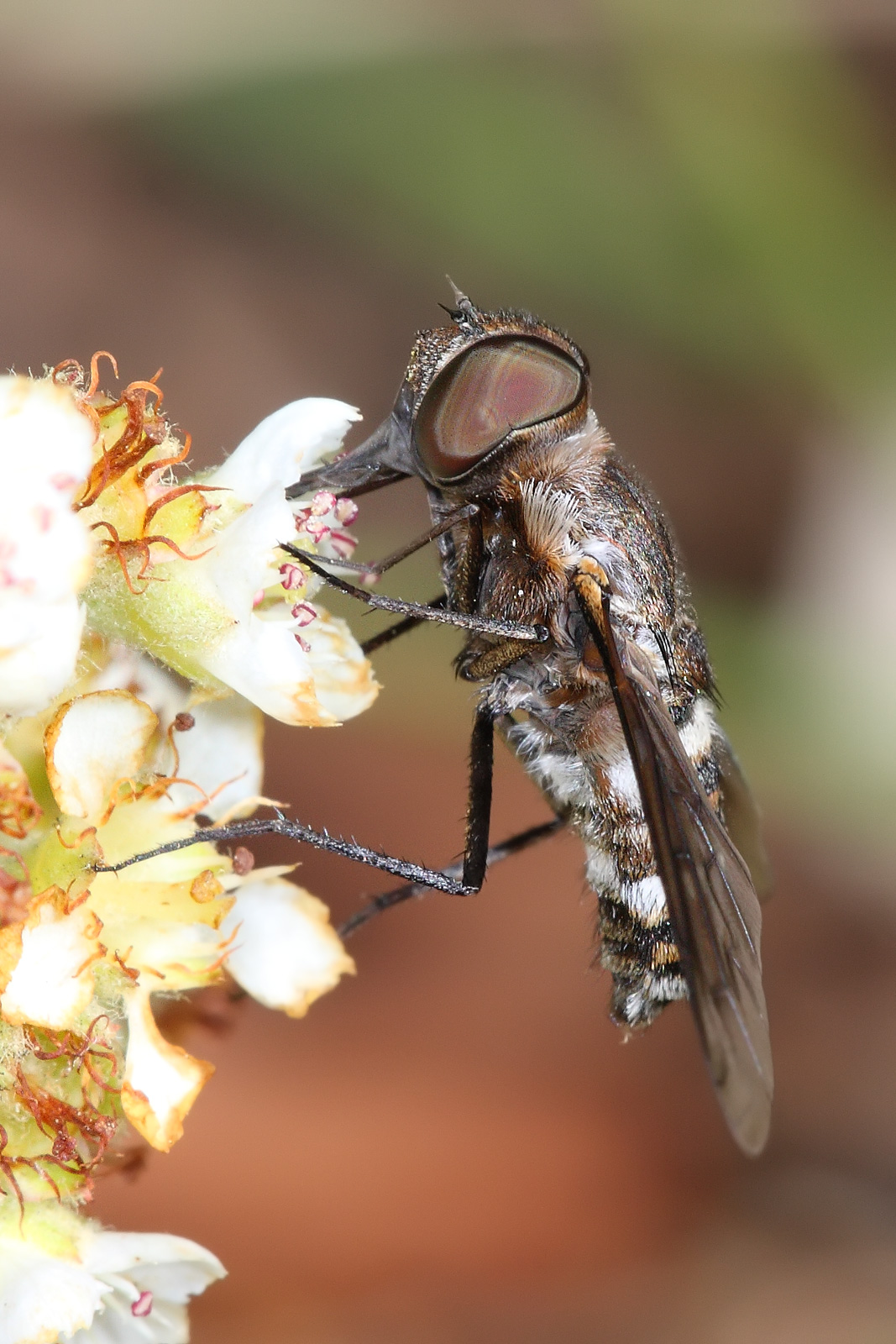
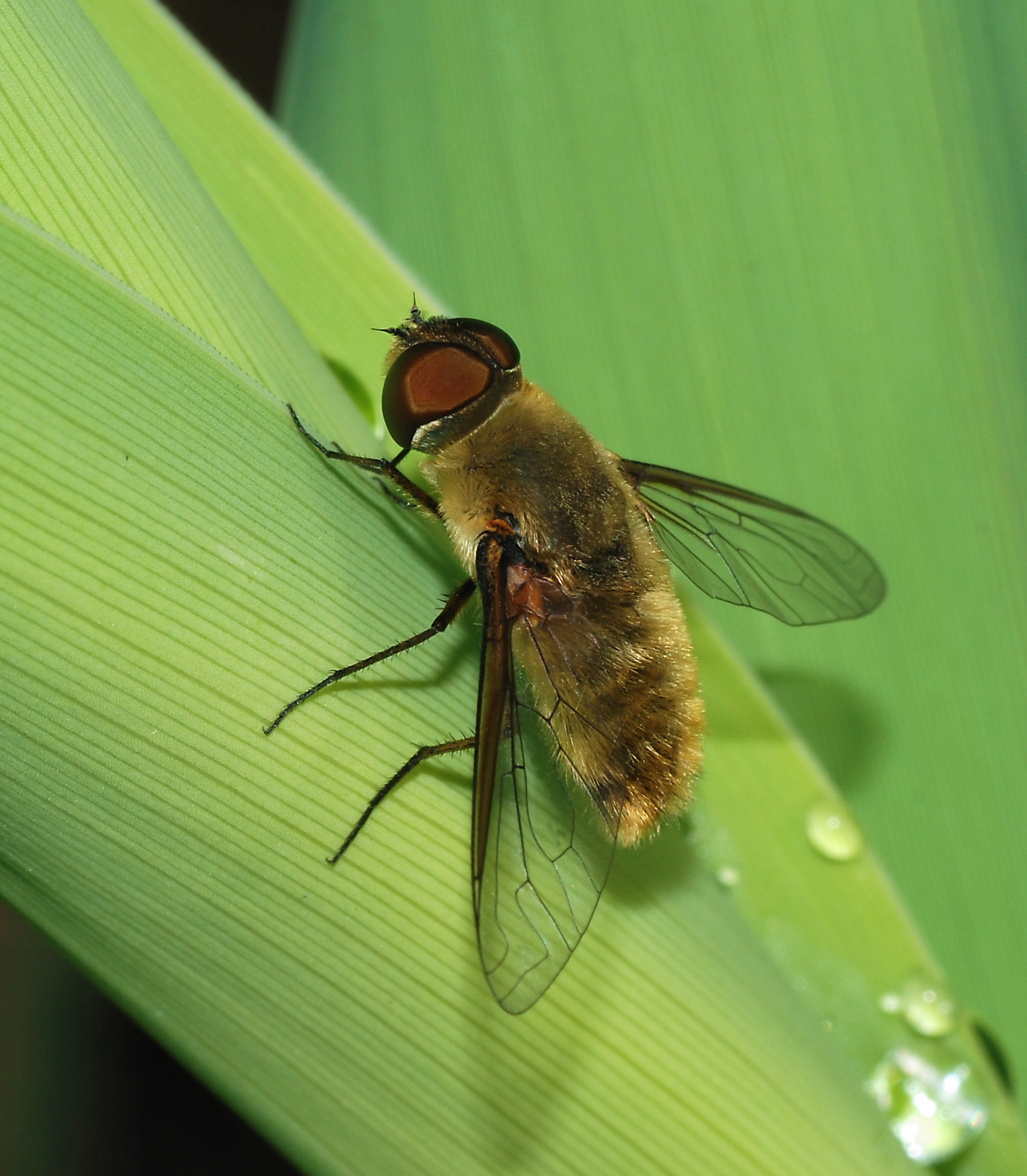
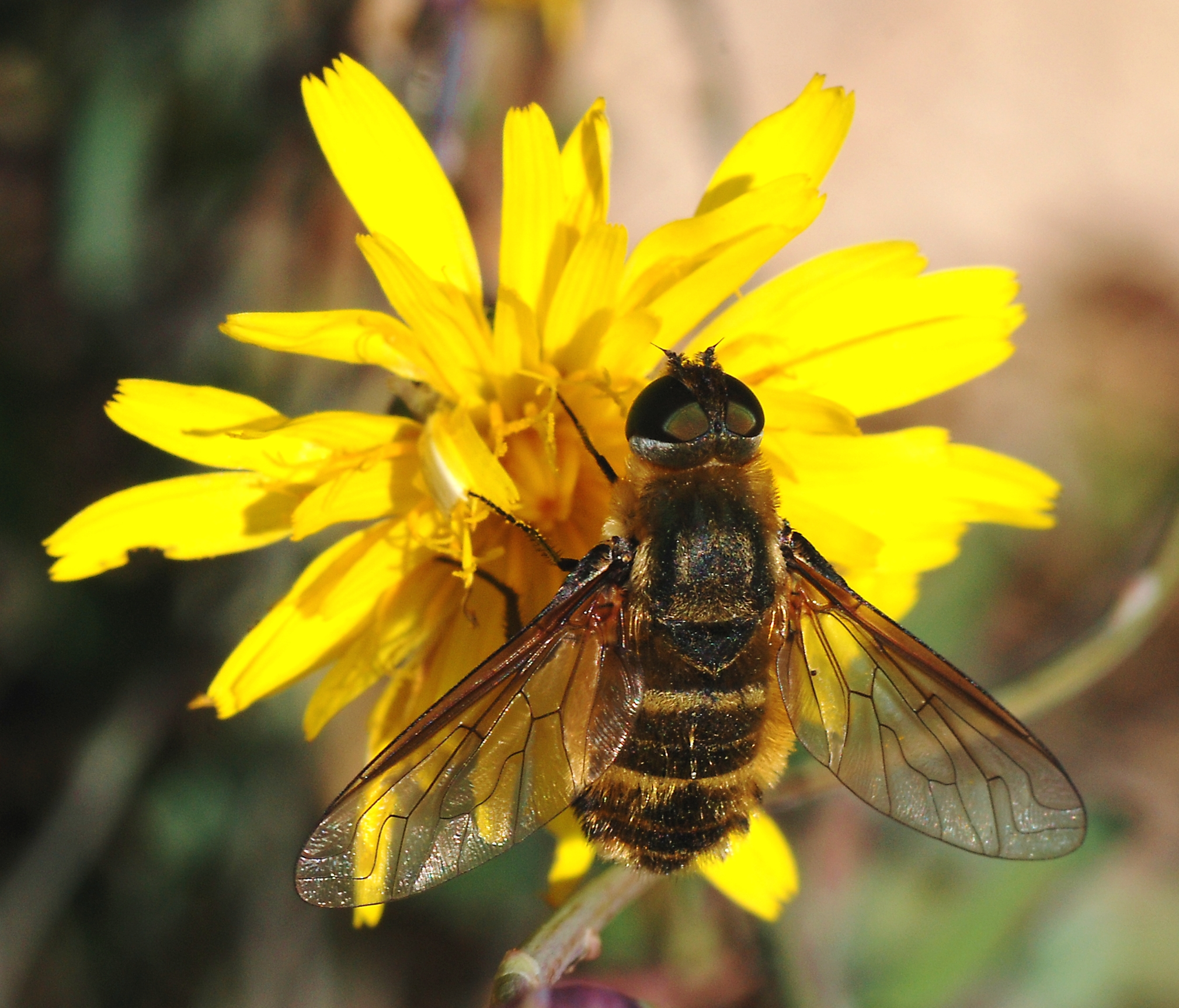
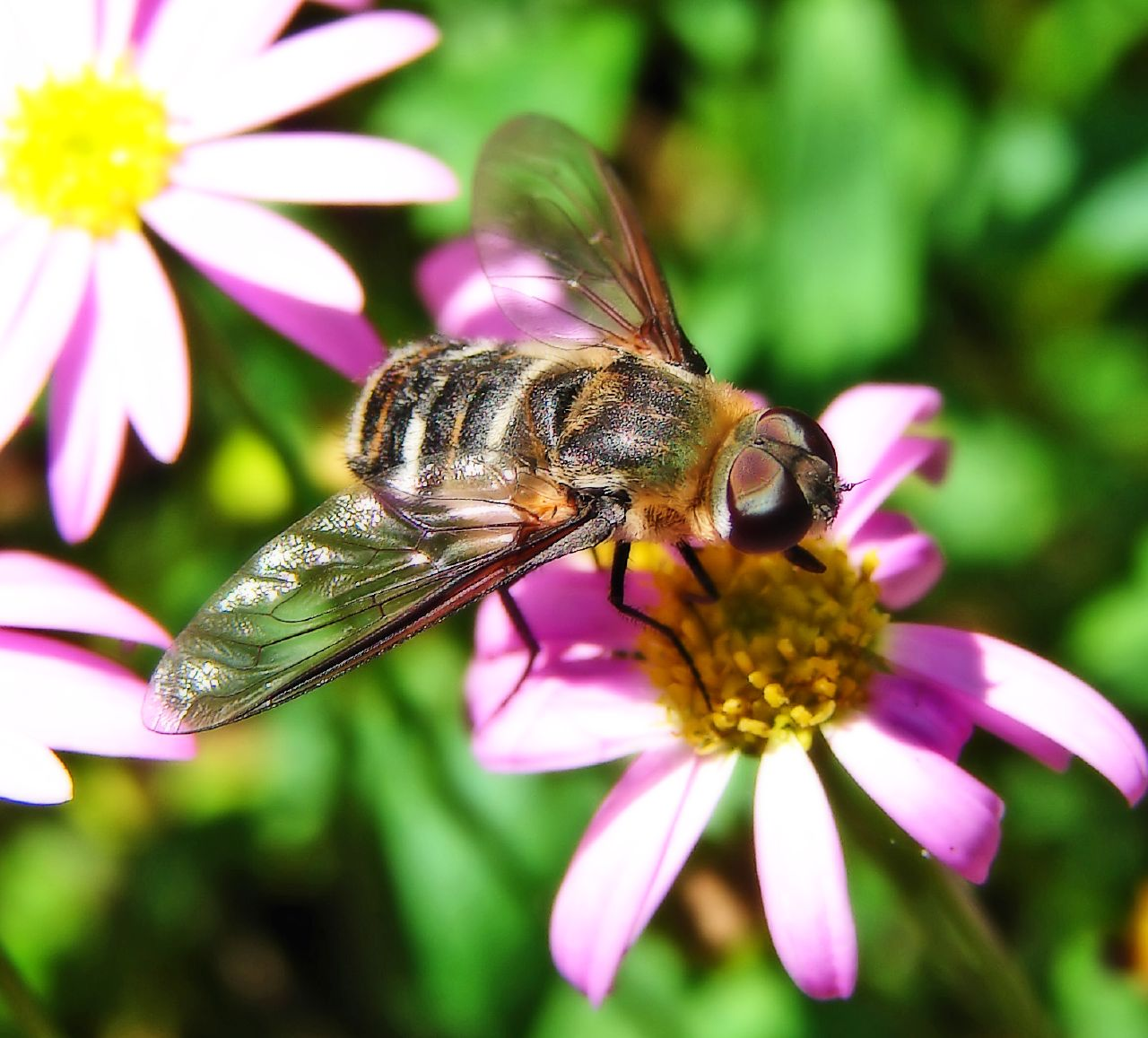